# Tatsuhiro Nishimoto
Tatsuhiro Nishimoto (Yamaguchi, 29 april 1980) is een voormalig Japans voetballer.

## Carrière
Tatsuhiro Nishimoto speelde tussen 1999 en 2002 voor Shonan Bellmare.

## Statistieken
| Japan   | Japan              | Japan       | League | League | Emperor's Cup | Emperor's Cup | J-League Cup | J-League Cup | Totaal | Totaal |
| Seizoen | Club               | League      | Wed.   | Goals  | Wed.          | Goals         | Wed.         | Goals        | Wed.   | Goals  |
| ------- | ------------------ | ----------- | ------ | ------ | ------------- | ------------- | ------------ | ------------ | ------ | ------ |
| 1999    | Bellmare Hiratsuka | J. League 1 | 14     | 3      | 1             | 0             | 0            | 0            | 15     | 3      |
| 2000    | Shonan Bellmare    | J. League 2 | 4      | 0      | 0             | 0             | 0            | 0            | 4      | 0      |
| 2001    | Shonan Bellmare    | J. League 2 | 16     | 0      | 0             | 0             | 0            | 0            | 16     | 0      |
| 2002    | Shonan Bellmare    | J. League 2 | 1      | 0      | 1             | 0             | -            | -            | 2      | 0      |
| Totaal  | Totaal             | Totaal      | 35     | 3      | 2             | 0             | 0            | 0            | 37     | 3      |